# Thalia (voornaam)
Thalia of Thalía is een meisjesnaam.
De naam is mogelijk afgeleid van de naam van de Griekse muze Thaleia, die in het Latijn Thalia heet (met de klemtoon op de "i"). De naam kan ook zijn afgeleid van het Griekse Thália (met de klemtoon op de "a"), een van de drie Gratiën. Beide namen hangen samen met het Griekse thallein, wat zoveel betekent als "gaan bloeien" en thalos, "scheut, kind". De naam betekent dan zoveel als "de bloeiende", "de jeugdige".

## Bekende naamdraagsters
- Thalía Sodi